# Haplopappus
Haplopappus là một chi thực vật có hoa trong họ Cúc (Asteraceae).

## Loài
Chi Haplopappus gồm các loài: